# Lisandro Sacripanti
Óscar Lisandro Sacripanti (Casilda, 7 de enero de 1982) es un exfutbolista director técnico argentino. Actualmente dirige a Alumni de la Liga Casildense de fútbol.
Con 117 tantos, es el máximo goleador de la División Reserva del Club Atlético Newell's Old Boys (Rosario, Argentina). En ese club formó parte de la 4.ª División que conquistó el Torneo Apertura 2001, obteniendo el 100% de los puntos en disputa. En el año 2003, se tituló campeón con Cobreloa del Campeonato de Clausura, dirigido por Luis Garisto.

## Clubes
| Club                                  | País      | Año             |
| ------------------------------------- | --------- | --------------- |
| Newell's Old Boys                     | Argentina | 2001 - 2003     |
| Cobreloa                              | Chile     | 2003            |
| Argentinos Juniors                    | Argentina | 2004            |
| Hapoel Nazareth Illit                 | Israel    | 2005            |
| Blooming                              | Bolivia   | 2005 - 2006     |
| Monarcas Morelia                      | México    | 2006            |
| San Martín de San Juan                | Argentina | 2007            |
| Independiente Rivadavia               | Argentina | 2007            |
| Espoli                                | Ecuador   | 2008            |
| NK Celje                              | Eslovenia | 2008 - 2009     |
| Talleres de Córdoba                   | Argentina | 2010 - 2011     |
| Central Córdoba (Santiago del Estero) | Argentina | 2011            |
| Blooming                              | Bolivia   | 2012            |
| Club Atlético Unión (Villa Krause)    | Argentina | 2013 - 2014     |
| Club Atlético Carcarañá               | Argentina | 2015 - 2016     |
| Club Atlético Alumni Casildense       | Argentina | 2016 - presente |